# Municipio de Windsor (condado de Morgan)
El municipio de Windsor (en inglés: Windsor Township) es un municipio ubicado en el condado de Morgan en el estado estadounidense de Ohio. En el año 2010 tenía una población de 2089 habitantes y una densidad poblacional de 18,44 personas por km².

## Geografía
El municipio de Windsor se encuentra ubicado en las coordenadas 39°32′40″N 81°46′21″O / 39.54444, -81.77250. Según la Oficina del Censo de los Estados Unidos, el municipio tiene una superficie total de 113.27 km², de la cual 110,09 km² corresponden a tierra firme y (2,81 %) 3,18 km² es agua.

## Demografía
Según el censo de 2010, había 2089 personas residiendo en el municipio de Windsor. La densidad de población era de 18,44 hab./km². De los 2089 habitantes, el municipio de Windsor estaba compuesto por el 94,88 % blancos, el 1,39 % eran afroamericanos, el 0,38 % eran amerindios, el 0,14 % eran de otras razas y el 3,21 % eran de una mezcla de razas. Del total de la población el 0,67 % eran hispanos o latinos de cualquier raza.